# Jane Sibbett
Jane Sibbett (* 28. November 1962 in Berkeley, Kalifornien) ist eine US-amerikanische Schauspielerin.

## Leben
Den größten Bekanntheitsgrad erlangte sie als Gelegenheitsdarstellerin in der Serie Friends als Ross’ lesbische Ex-Frau. Außerdem übernahm sie 1995 neben den Olsen Zwillingen eine Rolle in dem Film Eins und Eins macht Vier. Sie spielte außerdem in mehreren amerikanischen Fernsehproduktionen mit, so zum Beispiel in der amerikanischen Soap Opera „Santa Barbara“, in Deutschland als California Clan bekannt. 1998 war sie in The Second Arrival – Die Wiederkehr zu sehen.
Sie spielte 1997 in der Episode der Serie Die Nanny die Rolle der Morgan Faulkner.

## Filmografie
- 1985: Agentin mit Herz (Scarecrow and Mrs. King, Fernsehserie, eine Folge)
- 1985: Promises to Keep (Fernsehfilm)
- 1986: One Terrific Guy (Fernsehfilm)
- 1986: Ein Colt für alle Fälle (The Fall Guy, Fernsehserie, eine Folge)
- 1986–1987: California Clan (Santa Barbara, Fernsehserie, 90 Folgen)
- 1988: Valerie (Fernsehserie, eine Folge)
- 1988: Ein Vater zuviel (My Two Dads, Fernsehserie, eine Folge)
- 1988: Hochzeitsfieber (Going to the Chapel)
- 1988: Cheers (Fernsehserie, eine Folge)
- 1988: Miracle at Beekman’s Place (Fernsehfilm)
- 1989: 21 Jump Street – Tatort Klassenzimmer (21 Jump Street, Fernsehserie, eine Folge)
- 1989–1990: The Famous Teddy Z (Fernsehserie, 20 Folgen)
- 1990: Todesangst (Fear)
- 1990: Jake und McCabe – Durch dick und dünn (Jake and the Fatman, Fernsehserie, eine Folge)
- 1991: Raumschiff Enterprise: Das nächste Jahrhundert (Star Trek: The Next Generation, Fernsehserie, eine Folge)
- 1991: Zurück in die Vergangenheit (Quantum Leap, Fernsehserie, eine Folge)
- 1991: Evil Dead – Die Saat des Bösen (The Resurrected)
- 1991–1994: 4x Herman (Herman’s Head, Fernsehserie, 72 Folgen)
- 1992: Likely Suspects (Fernsehserie, eine Folge)
- 1994: Burkes Gesetz (Burke’s Law, Fernsehserie, eine Folge)
- 1994: Die Abenteuer des Brisco County jr. (The Adventures of Brisco County, Jr., Fernsehserie, eine Folge)
- 1994–2001: Friends (Fernsehserie, 15 Folgen)
- 1995: Matlock (Fernsehserie, eine Folge)
- 1995: If Not for You (Fernsehserie, sieben Folgen)
- 1995: Eins und Eins macht Vier (It Takes Two)
- 1996: Ein Hauch von Himmel (Touched By An Angel, Fernsehserie, eine Folge)
- 1997: Dads (Kurzfilm)
- 1997: Die Nanny (The Nanny, Fernsehserie, eine Folge)
- 1997: Eine Chance für die Liebe (Just in Time)
- 1997–1998: Nick Freno: Licensed Teacher (Fernsehserie, 21 Folgen)
- 1998: Die Arche Norman (Noah, Fernsehfilm)
- 1998: The Second Arrival – Die Wiederkehr (The Second Arrival)
- 1999: Ein Kindermädchen für Papa (Au Pair, Fernsehfilm)
- 1999: Karate Kids
- 1999: Versiegelt mit einem Kuss (Sealed with a Kiss, Fernsehfilm)
- 1999: Irgendwie L.A. (It's Like, You Know …, Fernsehserie, eine Folge)
- 2001: Sabrina – Total Verhext! (Sabrina, the Teenage Witch, Fernsehserie, eine Folge)
- 2002: Generation Gap (Fernsehfilm)
- 2002: Snowdogs – Acht Helden auf vier Pfoten (Snow Dogs)
- 2002: Ally McBeal (Fernsehserie, eine Folge)
- 2002: Noch mal mit Gefühl (Once and Again, Fernsehserie, zwei Folgen)
- 2004: A One Time Thing
- 2005: East of Normal, West of Weird (Fernsehfilm)
- 2005: Wild-West-Biking (Buffalo Dreams, Fernsehfilm)
- 2006: A Merry Little Christmas
- 2006: What About Brian (Fernsehserie, eine Folge)
- 2007: Out of Jimmy’s Head (Fernsehserie, eine Folge)
- 2008: Legacy
- 2017: Weihnachten, die Liebe und meine Schwiegereltern